# Porost
Porost je společenstvo rostlin na daném stanovišti.
V lesnictví je porost jednotkou rozdělení lesa – termínem pro určitý výsek lesa (zpravidla o velikosti několika hektarů), používaným při plánování a realizaci hospodářské činnosti (porost je základní jednotkou pro sestavování lesních hospodářských plánů a lesní hospodářské evidence). Podle zákona č. 289/1995 Sb. o lesích je porost základní jednotka prostorového rozdělení lesa identifikovatelná v terénu a zobrazená na lesnické mapě. Nadřazenou jednotkou je dílec a pak oddělení. Podřazenou jednotkou je porostní skupina. Česká legislativa nařizuje výše uvedené čtyřstupňové rozdělení lesa, ale velcí vlastníci dávají přednost třístupňovému rozdělení lesa, většinou tedy pak dílec = porost. Porosty se označují malými písmeny.